# Michael Hurley
Michael Hurley (20. prosince 1941 – 1. dubna 2025) byl americký písničkář.
Narodil se v Jersey City v New Jersey a vyrůstal v okresu Bucks v Pensylvánii. Debutoval albem First Songs, vydaným v roce 1964 společností Folkways Records. Další album Armchair Boogie vydal až v roce 1971 ve vydavatelství Raccoon Records (spadajícím pod společnost Warner Bros. a vedeným skupinou The Youngbloods). Následovaly desítky dalších alb v různých vydavatelstvích. V roce 1975 nahrál album Have Moicy! ve spolupráci mj. s Jeffreym Frederickem a Peterem Stampfelem. Poslední album vydal v roce 2021 pod názvem The Time of the Foxgloves.
Zemřel v roce 2025 v Portlandu v Oregonu cestou domů z v Ashevillu v Severní Karolíně, kde měl předchozí večer koncert. Několik dnů předtím ještě vystupoval na festivalu Big Ears v Knoxvillu v Tennessee.